# Heinz Wieczoreck
Heinz Wieczoreck (* 30. Januar 1940) ist ein ehemaliger deutscher Fußballspieler, der 1964 für Dynamo Dresden in der DDR-Oberliga, der höchsten Spielklasse im DDR-Fußball, aktiv war.

## Sportliche Laufbahn
Nach längerer Abstinenz vom höherklassigen Fußball war Dynamo Dresden 1958 in die zweitklassige I. DDR-Liga aufgestiegen. Zum Kader für die DDR-Liga-Saison 1959 (Kalenderjahrsaison) gehörte auch der 19-jährige Heinz Wieczoreck. Er wurde in den 26 Ligaspielen in zehn Begegnungen eingesetzt, und er erzielte dabei ein Tor. Nach diesem hoffnungsvollen Start verschwand er jedoch schnell wieder aus dem DDR-weiten Spielbetrieb. Als Dynamo Dresden in der Saison 1961/62 (Rückkehr zur Sommer-Frühjahr-Saison) den Aufstieg in die DDR-Oberliga schaffte, war Wieczoreck nur mit einem Ligaspiel-Einsatz beteiligt gewesen. In den folgenden beiden Spielzeiten verschwand er wieder aus dem Dynamo-Kader. Erst während der Saison 1964/65 kam er wieder für die Dresdner Oberligamannschaft in einem Punktspiel zum Einsatz. In der Begegnung des 11. Oberligaspieltages am 29. November 1964 SC Leipzig – Dynamo Dresden (2:1), bei der zwei Stammspieler ersetzt werden mussten, wurde Wieczoreck als Abwehrspieler aufgeboten. Es war sein letzter Punktspieleinsatz im höherklassigen Fußball.